# Паспорт гражданина ДР Конго
Паспорт гражданина Республики Конго — официальный документ, выдающийся гражданам Конго для удостоверения их личности и для поездок за границу.

## Безвизовые поездки
Следующие страны доступны гражданам Демократической Республики Конго для безвизового посещения (или получения визы по прибытии):

### Африка
| Государство / территория | Условия пребывания |
| ------------------------ | --- |
| Бенин                    | 3 мес. |
| Бурунди                  | Виза может быть получена по прибытии в аэропорту Бужумбура Архивная копия от 9 января 2021 на Wayback Machine                                                          |
| Камерун                  | 90 дней Архивная копия от 7 марта 2020 на Wayback Machine |
| Кабо-Верде               | Виза выдаётся по прибытии |
| ЦАР                      | 3 мес. |
| Чад                      | 3 мес. |
| Коморы                   | A free 24 h transit visa issued upon arrival at the airport. Within 24 hours this must be converted into a full visa at the immigration office in Moroni (fee payable) |
| Кот-д’Ивуар              | 3 мес. |
| Джибути                  | Виза на 1 месяц выдаётся по прибытии |
| Кения                    | Виза на 3 месяца выдаётся по прибытии за $50 |
| Мадагаскар               | Виза на 90 дней выдаётся по прибытии за MGA140,000 |
| Марокко                  | 3 мес. |
| Мозамбик                 | Виза на 30 дней выдаётся по прибытии за US$25 Архивная копия от 14 мая 2009 на Wayback Machine                                                                         |
| Сейшельские Острова      | 1 мес. |
| Танзания                 | Виза на 3 месяца выдаётся по прибытии за $50 |
| Того                     | Виза на 7 дней выдаётся по прибытии |
| Уганда                   | Виза на 3 месяца выдаётся по прибытии за $50 |
| Замбия                   | Виза на 3 месяца выдаётся по прибытии за $50 Архивная копия от 1 октября 2009 на Wayback Machine                                                                       |

### Америка
| Государство / территория | Условия пребывания |
| ------------------------ | ------------------ |
| Доминика                 | 6 мес.             |
| Эквадор                  | 90 дней            |
| Гаити                    | 3 мес.             |
| Сент-Китс и Невис        | 14 дней            |
| Сент-Винсент и Гренадины | 1 месяц            |

### Азия
| Государство / территория | Условия пребывания                                                                                      |
| ------------------------ | --- |
| Армения                  | 120 day visa issued upon arrival for AMD 15,000                                                         |
| Азербайджан              | 30-day visa issued upon arrival for US$100                                                              |
| Бангладеш                | 90 day visa issued on arrival for $50                                                                   |
| Камбоджа                 | 30 day visa issued on arrival for US$ 20                                                                |
| Грузия                   | 3 month visa issued on arrival                                                                          |
| Лаос                     | 30 day visa issued on arrival for US$ 30                                                                |
| Мальдивы                 | 30 дней Архивная копия от 10 февраля 2018 на Wayback Machine                                            |
| Макао                    | 30 day visa issued on arrival for 100 MOP                                                               |
| Непал                    | 15/30/90 day visa issued upon arrival for $25/50/100 Архивная копия от 12 марта 2020 на Wayback Machine |
| Филиппины                | 21 дней                                                                                                 |
| Сингапур                 | 30 дней                                                                                                 |
| Сирия                    | 15 day visa issued upon arrival                                                                         |
| Восточный Тимор          | 30-day visa issued upon arrival for US$30                                                               |

### Европа
| Государство / территория | Условия пребывания                                           |
| ------------------------ | ------------------------------------------------------------ |
| Республика Косово        | 90 дней Архивная копия от 2 сентября 2017 на Wayback Machine |

### Океания
| Государство / территория | Условия пребывания |
| ------------------------ | ------------------ |
| Острова Кука             | 31 дней            |
| Микронезия               | 30 дней            |
| Ниуэ                     | 30 дней            |
| Палау                    | 30 дней            |
| Самоа                    | 60 дней            |
| Тувалу                   | 1 месяц            |